# ريتشارد لانغلي
ريتشارد لانغلي (بالإنجليزية: Richard Langley)‏ هو لاعب كرة قدم بريطاني في مركز الوسط، ولد في 27 ديسمبر 1979 في Harlesden ‏ في المملكة المتحدة. شارك مع منتخب جامايكا لكرة القدم. أما مع النوادي، فقد لعب مع كارديف سيتي وكوينز بارك رينجرز ونادي بريستول روفيرز ونادي لوتون تاون.

## وصلات خارجية
- الموقع الرسمي
- ريتشارد لانغلي على موقع قاعدة بيانات كرة القدم.إي يو (الإنجليزية)
- ريتشارد لانغلي على موقع ناشيونال فوتبول تيمز (الإنجليزية)
- ريتشارد لانغلي على موقع Soccerbase.com (لاعب) (الإنجليزية)